# Château de Frégimont
Le château de Frégimont est un château français situé dans la  commune de Frégimont, dans le département de Lot-et-Garonne.

## Histoire
Un premier château est cité dans le saisimentum, prise de possession du roi de France sur les seigneuries du comte de Toulouse, en 1271, après la mort d'Alphonse de Poitiers et de Jeanne, comtesse de Toulouse, sans postérité.
La seigneurie de Frégimont appartient aux Montpezat quand Amanieu de Montpezat s'en empare en 1418. À la fin du XVIIe siècle, elle devient la propriété de la famille de Lusignan. 
En 1769 la seigneurie est achetée par Jean-Pierre Villate de Lagrave, avocat et notable Bordelais. Jean-Pierre Villatte est marié à Louise de Secondat, petite fille de Montesquieu. Le château est alors décrit comme étant en ruine, avec encore une tour servant de prison, une grange, des écuries, chai, four, puits et basse-cour, entourés de murs et fossés. 
Le nouveau châtelain  fit construire, vers 1775, le logis actuel selon un parti classique, probablement par un architecte ou un ingénieur agenais après la destruction du vieux château.
Le 30 mars 1846, Jean-François Louis Secondat de Montesquieu a vendu le château à la commune qui en fait le siège de la mairie et de l'école primaire. 
Une restauration est conduite par l'architecte Léopold Payen, en 1898, les travaux étant réalisés par Jean Dangas, maçon à Bazens. En 1899, il y a un changement d'affectation des salles, la réfection de l'escalier, des plafonds et de la toiture.
Le château a été inscrit au titre des monuments historiques le 23 septembre 2008 ,.